# Radiología digital

La radiología digital permite el almacenamiento y la transferencia de datos a través de redes informáticas y la visualización de imágenes en la pantalla del ordenador.

La  radiología digital  es el conjunto de técnicas para obtener imágenes radiológicas escaneadas en formato digital. La radiología digital se utiliza en medicina humana y veterinaria, odontología, pruebas no destructivas y de seguridad en que no es necesario tener el soporte en película.

## Tipos
La digitalización de la radiografía se puede hacer:
- A partir del escaneo de una la película tradicional (analógica) una vez revelada. Esta técnica es importante en el proceso de archivo de radiografías existentes.
- Por escaneo de una Placa fotoestimulable de fósforo reutilizable que se graba con la imagen de la radiografía. Este sistema recibe el nombre de " CR ".
- Utilizando detectores sensibles expuestos directa o indirectamente a los detectores de rayos X, tales como líneas de diodos detectores, que operan sobre la base de las cámaras CCD o paneles planos utilizando sensores CMOS, obleas de silicio amorfo (  @-Si ) o bien obleas de selenio amorfo ( @-Se ). Generalmente se conoce como  "Panel sensor plano o DR" .

En fluoroscopia, la digitalización se realizará en tiempo real y por este motivo sólo el tercer método es posible. Estos sistemas se encuentran principalmente en equipos de intensificador de luz o bien en equipos de Panel sensor plano.
Cada técnica tiene sus propias características; los costes de fabricación, compra y uso son también muy variables.
En general, en comparación con la radiología de película convencional, la radiología digital permite:
- Eliminar los suministros y productos químicos;
- Obtener una mejor calidad de imagen gracias a las posibilidades que ofrece el filtrado digital;
- Facilitar el acceso a más información debido a una mejor resolución de contraste (el ojo sólo puede ver alrededor de 200 niveles de gris se realizan en las digitalizaciones entre 4000 (12 bits) y 65.000 (16 bits) niveles gris según los dispositivos, que se pueden convertir en niveles accesibles al ojo de una forma optimizada de acuerdo con la información que se desea;
- Almacenar y enviar información a través de medios digitales;

## Teleradiología
La radiología digital permite que un médico examine al paciente remotamente. Casos de teleradiología se llevaron a cabo eficazmente en algunos hospitales de Estados Unidos, donde radiólogos ubicados en la India hicieron el primer análisis de clichés a distancia.